# Palystes lunatus
Palystes lunatus là một loài nhện trong họ Sparassidae.
Loài này thuộc chi Palystes. Palystes lunatus được Mary Agard Pocock miêu tả năm 1896.